# Peter von Beeck
Peter von Beeck, latinisiert auch Peter a Beeck, Petrus a Beeck oder Petri a Beeck († 23. Februar 1624 in Aachen), war Kanoniker der Aachener Krönungskirche und Propst des Aachener Adalbertstiftes. Er gilt als Verfasser einer ersten, im Jahre 1620 in lateinischer Sprache entstandenen Abhandlung über die Geschichte der Stadt Aachen.

## Leben
Peter von Beeck war der Sohn des 1611 verstorbenen Schöffen und Bürgermeisters von Jülich, Adam von Beeck; sein Großvater Adam von Beeck war Statthalter und Vogt des Münsterstiftes in Erkelenz. Beeck war verheiratet und hatte zehn Kinder, darunter sein Sohn Caspar, später Dechant in Münstereifel und Maria, später Äbtissin in Wenau.
Im Jahr 1603 wurde er erstmals als Student an der 1584 gegründeten Universität Herborn geführt. Seit 1604 war er Kanoniker am Münsterstift in Aachen; dort wurde er 1612 zum Subdiakon geweiht und war bis 1622 Inhaber der Michaelskapelle. 1617 wurde er Propst am Adalbertstift in Aachen.
Im Jahr 1620 erschien seine in lateinischer Sprache verfasste Chronik der Reichs- und Krönungsstadt Aachen unter dem Titel Aquisgranum sive historica Narratio de regiae S. R. J. et coronationis regum Rom. sedis Aquensis civitatis origine ac processu, die er dem Grafen Wolfgang Wilhelm widmete. In der Chronik berichtet er über Namen, Gründung, Kirchen, Klöster, Bäder und Spitäler der Stadt, über Karl den Großen, Konzilien, Reichstage und den Krönungs-Ritus der in der Stadt gekrönten Könige. Er geht auf die Stadtverfassung, Bürgerunruhen des 15. Jahrhunderts und ausführlich auf die im 16. und 17. Jahrhundert geführten Diskussionen über die Aachener Religionsunruhen ein. Speziell für dieses Themenfeld konnte er wohl noch auf die später beim Stadtbrand von 1656 vollständig vernichteten Ratsprotokolle des Aachener Stadtsekretärs Balthasar Münster zurückgreifen. Daneben dienten ihm auch die Archive des Adalbertstiftes und des Münsterstiftes als Quellen. Seine Beschreibung der Mosaiken und der karolingischen Ausstattung der Krönungskirche ist eine wichtige Quelle der Stadtgeschichte.
In einer zusammenfassenden Bewertung des Werks Peter von Beeks schrieb der Historiker Max Wohlhage in seiner Dissertation 1911: „Die Bedeutung seines Werkes liegt darin, daß es uns zuerst in zusammenhängender Darstellung über Aachens reiche Vergangenheit Kunde gibt.“
Seine Stadtchronik wurde 1632 von Johann Noppius umgearbeitet und in erweiterter Form auf Deutsch neu herausgegeben. Die direkte Übersetzung seiner Chronik erfolgte erst im Jahre 1874 durch den Aachener Archivar P. St. Käntzeler. Beecks vermachte seine umfangreiche Bibliothek dem Aachener Jesuitenkloster. Diese Klosterbibliothek wurde jedoch im Jahr 1776 aufgelöst und verkauft.

## Werke
- Petri a Beeck imperialium ecclesiarum in Aquis b. Mariae Canonici ad D. Adalbertum Praepositi: AQUISGRANUM, Aquisgranum sive historica Narratio de regiae S. R. J. et coronationis regum Rom. sedis Aquensis civitatis origine ac processu, Aachen 1620, Digitalisat der Bayerischen Staatsbibliothek und der Universität Gent bei books.google.de